# Трапп, Георг Людвиг фон
Барон Георг Людвиг фон Трапп (4 апреля 1880, Зара, Австро-Венгрия — 30 мая 1947, Бостон, США) — офицер военно-морских сил Австро-Венгрии. Участник Международной Освободительной Экспедиции (МОЭ) против Ихэтуаньского восстания. Самый результативный австрийский подводник Первой мировой войны. Был дважды женат, отец десятерых детей. На истории его большой семьи основан мюзикл «Звуки музыки».

## Биография
Георг фон Трапп родился 4 апреля 1880 года в хорватском городе Задар (столице королевства Далмация, входившего тогда в состав Австрии). Этнический немец. Его отец, Август Трапп, был морским офицером, дослужившимся в 1876 году до дворянства. Он умер, когда Георгу было четыре года. В 14 лет Георг поступил в австро-венгерский флот и был зачислен в морскую академию в Фиуме, которую успешно закончил в 1898 году. После четырёх лет учёбы и двух лет в учебных плаваниях он был назначен на броненосный крейсер SMS Kaiserin und Königin Maria Theresia. За участие в подавлении Ихэтуаньского восстания Георг был награждён. В 1902 году сдал экзамены и получил офицерский чин. В 1908 году был переведён на подводные лодки. В 1910—1913 годах командовал субмариной U-6.
В годы Первой мировой войны командовал подлодкой U-5 (девять боевых походов), затем U-14 (ещё десять походов), потопил 11 кораблей (45 669 БРТ) — в том числе французский крейсер Leon Gambetta, итальянскую субмарину Nereide, а также захватил один транспорт. Он стал самым результативным австро-венгерским подводником и был награждён Рыцарским крестом Военного ордена Марии-Терезии.
После развала Австро-Венгрии, сопровождавшегося потерей флота и береговых территорий, он остался без работы, однако богатство первой жены позволило вести достаточно респектабельный образ жизни и содержать семерых детей. Серьёзные финансовые проблемы обрушились на фон Траппа в 1935 году, после того как он, пытаясь помочь своему другу банкиру Августу Ламмеру, перевёл деньги в его австрийский банк, который, однако, разорился, лишив семью значительной части существенного состояния Агаты Уайтхед (сам Ламмер, не выдержав краха, покончил с собой). Мария фон Трапп стала принимать меры для того, чтобы семейная музыкальная группа принимала участие в различных мероприятиях, зарабатывая средства к существованию. Примерно в то же время католический священник Франц Васнер стал музыкальным директором группы. В 1947 году Мария также поручила ему управлять финансами семейного Австрийского фонда помощи. В 1936 году оперная дива Лотта Леман, услышав выступление фон Траппов, предложила организовать в их пользу платные концерты. Когда канцлер Австрии Курт Шушниг услышал их по радио, он также пригласил их выступить в Вене.
Тайно уйдя из своего особняка для отъезда из аннексированной нацистами Австрии, фон Траппы через неделю ожидания билетов выехали в Италию поездом. Будучи уроженцем Задара, ставшего в составе Италии Зарой, Георг фон Трапп получил для себя и для всех членов своей семьи права итальянского гражданства. Вскоре семья отправилась за рубеж, в США, для своего первого концертного тура и в 1939 году вернулась в Европу, чтобы совершить поездку по Скандинавии, надеясь продолжить свои концерты в городах за пределами Третьего рейха. В течение этого времени они даже вернулись в Зальцбург на несколько месяцев, прежде чем снова уехать в Швецию, чтобы закончить тур. Оттуда они отправились в Норвегию, затем в сентябре 1939 года поехали в США, где были вынуждены остаться из-за начавшейся войны.
После короткого периода проживания в Мерион, штат Пенсильвания, семья поселилась в Стоу, штат Вермонт; в 1941 году фон Трапп приобрел 660 акров земли и в 1942 году превратил их в имение Trapp Family Lodge. После Второй Мировой войны, откликнувшись на просьбу командира «радужной» 42-й дивизии генерал-майора Гарри Коллинза, видевшего своими глазами последствия войны в Австрии, семейство фон Трапп учредило специальный благотворительный фонд (англ. Trapp Family Austrian Relief).

## Семья
Родителями Георга Людвига фон Траппа были Август Трапп и Хедвиг Веплер. Старшая сестра Георга, Хеде фон Трапп, была поэтессой, художницей и дизайнером в стиле ар-нуво. Брат Вернер погиб в 1915 году на фронте.

### Первый брак
Георг фон Трапп женился на Агате Уайтхед, внучке изобретателя торпеды Роберта Уайтхеда. Агата получила богатое приданое, что позволило молодым без помех заниматься строительством семьи. В 1911—1921 годах у них родилось семеро детей:
- Руперт (1 ноября 1911, Пола — 22 февраля 1992, Стоу[англ.])
- Агата (12 марта 1913, Пола — 28 декабря 2010, {{iw|Таусон (Мэриленд)|Таусон|}Towson, Maryland})
- Мария-Франциска (28 сентября 1914, Целль-ам-Зее — 24 февраля 2014, Стоу[англ.][4])
- Вернер (21 декабря 1915, Целль-ам-Зее — 11 октября 2007, Уэйтсфилд[англ.])
- Хедвиг (28 июля 1917, Целль-ам-Зее — 14 сентября 1972, Целль-ам-Зее)
- Иоганна (7 сентября 1919, Целль-ам-Зее — 25 ноября 1994, Вена)
- Мартина (17 февраля 1921, Клостернойбург — 25 февраля 1951, Стоу[англ.])

3 сентября 1922 года Агата умерла от скарлатины. Георг купил виллу в пригороде Зальцбурга и в 1924 году переехал туда с детьми. В 1926 году, когда Мария-Франциска выздоравливала после болезни и не могла посещать школу, фон Трапп нанял для дочери учительницу из Ноннбергского аббатства, Марию Августу Кучера.

### Второй брак
26 ноября 1927 года 47-летний Георг обвенчался с 22-летней Марией Августой Кучерой (1905—1987). У них родилось трое детей:
- Розмари (8 февраля 1929, Зальцбург)
- Элеонора (14 мая 1931, Зальцбург)
- Иоганнес (17 января 1939, Филадельфия)